# Zhangheotheriidae
Zhangheotheriidae — це, можливо, парафілетична родина «симетродонтових» ссавців, яка наразі відома з ранньокрейдових відкладень у Китаї та Росії. Відомо п'ять родів: Anebodon, Kiyatherium, Maotherium, Origolestes, Zhangheotherium.